# Dou ni dou ni day
Pistes de Bravo Popeye - Dou ni dou ni day
Poupée russe
Dou ni dou ni day est une chanson de Chantal Goya, sortie  en 1986.

## Histoire
Il s'agit d'un titre des Brésiliens Michael Sullivan et Paulo Massadas, Uni-Duni-Tê, chanté à l'origine par le groupe d'enfants Trem da Alegria. 
Il est adapté par Jean-Jacques Debout. La musique est arrangée et dirigée par Jean-Daniel Mercier. Pour le refrain, Chantal Goya est accompagnée par les Petits Chanteurs d'Aix-en-Provence sous la direction de Gérard Mouton.

## Thématique
La chanson offre dans son refrain un message « Pour l'amour et pour la paix », appelant à « aider en chemin/Ceux qui ont du chagrin ».

## Classement
| Classement (1987) | Meilleure position |
| ----------------- | ------------------ |
| France (SNEP)     | 35                 |